# Qianfeng, Chongqing
Qianfeng (kinesiska: 乾丰) är en köping i sydvästra Kina. Den ligger i stadsdistriktet Nanchuan, i storstadsområdet Chongqing, omkring 45 kilometer öster om det centrala stadsdistriktet Yuzhong. Antalet invånare är 5174. Befolkningen består av 2 547 kvinnor och 2 627 män. Barn under 15 år utgör 18,0 %, vuxna 15-64 år 60 %, och äldre över 65 år 20,0 %.